# Vohindava
Vohindava is een plaats en gemeente in Madagaskar gelegen in het district Vohipeno van de regio Vatovavy-Fitovinany. Er woonden bij de volkstelling in 2001 ongeveer 12.000 mensen.
In de plaats is basisonderwijs en voortgezet onderwijs voor jonge kinderen beschikbaar. 78% van de bevolking is landbouwer. Het belangrijkste gewas is rijst en suikerriet, maar er wordt ook koffie, lychees en cassave verbouwd. 2% van de bevolking is werkzaam in de dienstensector en de overige 20% voorziet in zijn levensbehoefte door te werken in de visserij.